# Minotauromachie

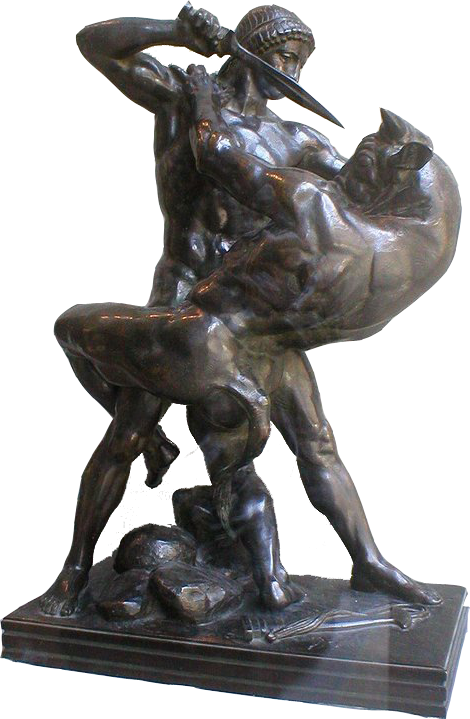
Antoine-Louis Barye: Theseus und Minotauros

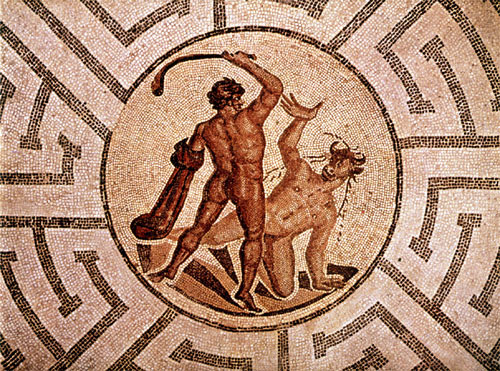
Minotauromachie in einem römischen Mosaik

Unter einer Minotauromachie wird die Darstellung der Kampfszene von Theseus mit dem Minotauros, einem Fabelwesen mit menschlichem Körper und dem Kopf eines Stieres, verstanden. Minotauromachien können mit Labyrinthdarstellungen verbunden sein, müssen es aber nicht.
Zwar wurzelt die Minotauromachie in der Antike, das Sujet wurde aber in der modernen Malerei aufgenommen. Bekanntestes Beispiel ist La Minotauromachie, eine Radierung von Pablo Picasso von 1935.
Minotauromaquia, ein animierter Kurzfilm  von Juan Pablo Etcheverry, der die Bildwelt Picassos aufnimmt und als Irrweg durch ein grafisches Labyrinth umsetzt, wurde 2005 mit dem spanischen Goya-Filmpreis ausgezeichnet.